# Liste des routes forestières de La Réunion

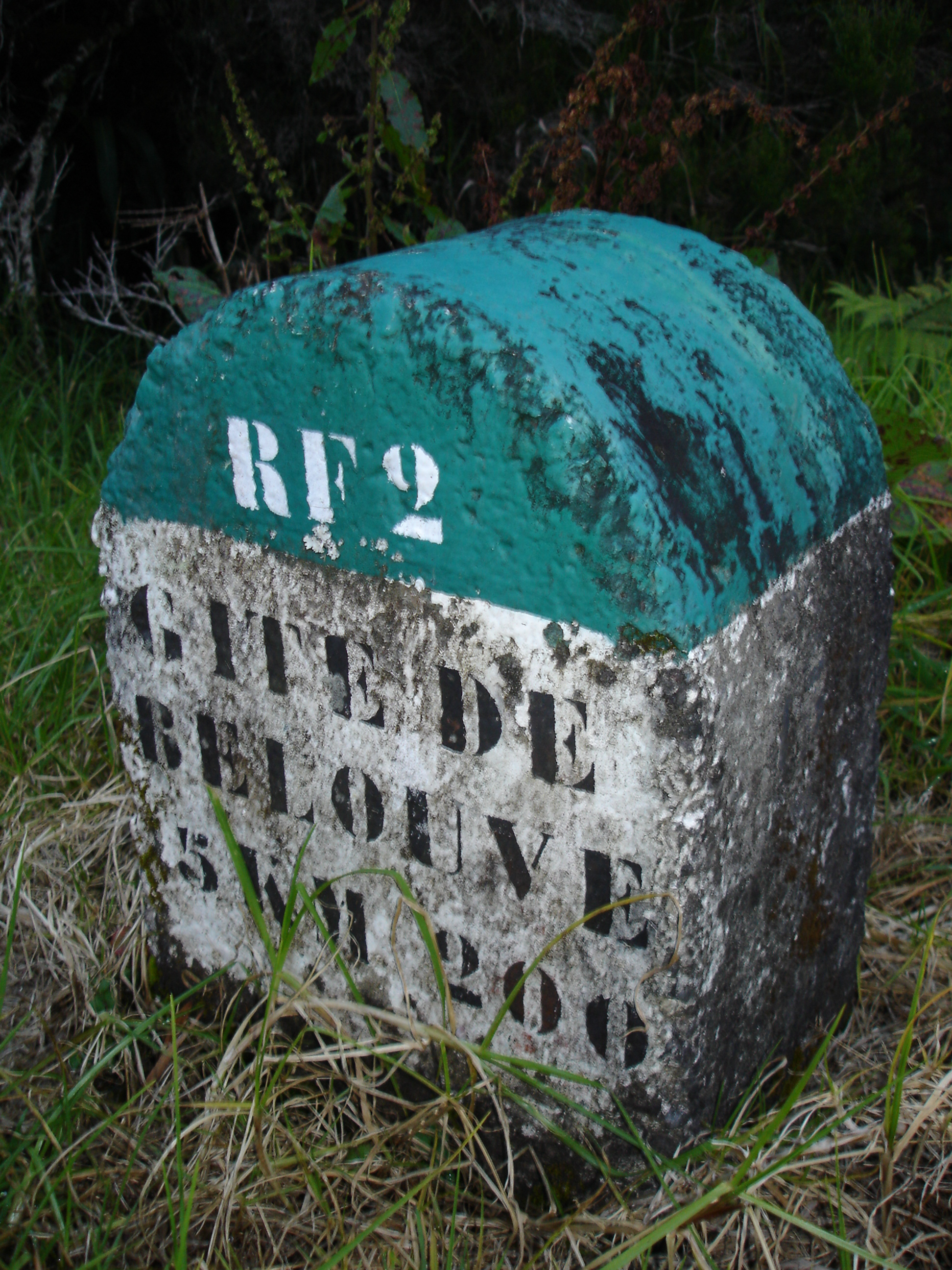
Borne kilométrique le long de la route forestière de Bébour-Bélouve.

Les routes forestières de La Réunion sont nombreuses et parfois d'importance, étant donné les sites touristiques majeurs qu'elles desservent.

## Liste non exhaustive
- Route forestière 1 de la Roche Écrite.
- Route forestière 2 de Bébour-Bélouve.
- Route forestière 3 de Takamaka.
- Route forestière 4 de Mare Longue.
- Route forestière 5 du Volcan.
- Route forestière 6 du Tévelave.
- Route forestière 7 Timour.
- Route forestière 8 du Maïdo.
- Route forestière 9 des Tamarins.
- Route forestière 10 de la Roche Merveilleuse.
- Route forestière 11 des Makes.
- Route forestière 13 du Haut Mafate.
- Route forestière 14 de Terre Plate.
- Route forestière 16 de Cabri Haut.
- Route forestière 17 des Longoses ou du Vieux Port du Tremblet.
- Route forestière 18 de Bois Blanc.
- Route forestière 20 de la Plaine d'Affouches.
- Route forestière 22 de Duvernay.
- Route forestière 24 de la Vierge.
- Route forestière 27 des Mares.
- Route forestière 29 de l'Anse des Cascades.
- Route forestière 30 de la Source.
- Route forestière 31 Géothermique de Sainte-Rose.
- Route forestière 34 du Puits Arabe.
- Route forestière 36 de Basse Vallée.
- Route forestière 37 du Rond ou de la Vallée heureuse.
- Route forestière 38 des Camphriers.
- Route forestière 41 du Maniquet.
- Route forestière 42 Laverdure.
- Route forestière 43 bis du Gîte du Volcan.
- Route forestière 44 du Piton de l'Eau.
- Route forestière 45 de la Grande Ferme.
- Route forestière 51 du Gîte du Volcan.
- Route forestière 56 Prévallée.
- Route forestière 58 de la Scierie et du Haut des Makes.
- Route forestière 60 des Goyaves.
- Route forestière 68 des Cryptomérias.
- Route forestière 72 de la Plaine des Fougères.
- Route forestière 75 de Cabri Bas.
- Route forestière 76 de Grande Terre.
- Route forestière 79 des Palmistes.
- Route forestière 80 de l'Éden Libéria.
- Route forestière 83 du Haut Tévelave.
- Route forestière de la source du Gros Ruisseau.
- Route forestière de Piton Guichard.
- Route forestière du Morne des Lianes.